# Феодор Мопсуестийский
Феодор Мопсуестийский (греч. Θεόδωρος Μοψουεστίας; около 350, Антиохия — 428, Мопсуестия близ Аданы, Киликия) — раннехристианский теолог и святой Церкви Востока. Епископ Мопсуестии с 392 года, он был одним из наиболее значительных богословов Востока в послеоригеновский период и некоторое время главой антиохийской школы. Сочинения Феодора включены в 18-й том Patrologia Graeca. В 553 году на V Вселенском соборе предан анафеме.
Его двоюродным братом был Пайаний, в 404 году- префект Константинополя; друг и сторонником Иоанна Златоуста, с которым состоял в переписке.

## Биография
Феодор Мопсуестийский был обращён в христианство своим ближайшим товарищем, святителем Иоанном Златоустом, с которым вместе обучался в школе ритора Ливания в Антиохии. Богословие Феодор изучал у Диодора Тарсийского. Закончив обучение, он и Иоанн приняли монашество, но Феодор через некоторое время оставил монастырь и только благодаря наставлениям Иоанна вернулся в него. В 383 году Феодор был рукоположён Флавианом I Антиохийским в пресвитера, а в 392 году в епископа.
Будучи острым мыслителем и блестящим оратором (на что указывают его недавно обнаруженные катехизисные поучения), Феодор отличался отточенным владением аристотелевой диалектики и строгой аскетичностью. В христологии он развивал концепцию «двух сынов», утверждая, что не следует смешивать Божескую и человеческую природы во Христе, и иной — Сын Божий, и иной — Сын человеческий. Он говорил: «Мы не должны думать, что от Девы родился Бог. Не Бог Слово родился от Девы Марии, а тот, кто от семени Давидова» (то есть человек), и не считал возможным объединение в одно лицо Божественного Логоса (который, по Феодору, является неизменяемым и неспособным к страданию) с совершенным человеком Иисусом, который был для Него подобием храма (как в храме пребывает Бог, так и в Иисусе — Божество). Таким образом, он явился предтечей несторианства. Затем, в человечестве Христа он признавал полное подобие нам, людям, и говорил, что и в Человеке Иисусе имела место борьба со страстями, и только после воскресения он стал неизменным. По Феодору, Иисус нуждался в руководстве Духа Божия, который направлял его к должному; «Бог Слово много возлюбил его (человека Иисуса); пребывая в нём, Бог Слово даровал ему бессмертную жизнь и, сделав его невредимым, бессмертным и неизменным, возвел на небо». Феодор делал также упор на изучение биографии и традиционных народных представлений о жизни Христа.
В связи с тем, что несториане указывали на Феодора как на своего учителя, в VI веке, при Юстиниане I произошло его осуждение. В эту эпоху Византийскую империю долгое время возмущало противостояние халкидонитов-диофизитов и нехалкидонитов-миафизитов, которые обвиняли первых в исповедании разделения во Христе, и император Юстиниан I для ухода от таких обвинений решил сделать удар по радикальному диофизитству, издав осуждение «трёх глав». Об этом документе началась полемика, и на созванном (не без препятствий: римский папа был против этого осуждения) в 553 г. в Константинополе V Вселенском соборе Феодор Мопсуестийский был анафематствован (наряду с отдельными сочинениями двух других писателей, проводивших те же взгляды). Причем во время рассмотрения его дела оценка его сочинений участниками собора была жесткой: «Анафема Феодору Мопсуетскому и его сочинениям; они чужды Церкви, они чужды православным, они чужды отцам, они полные нечестия, они восстают на Священное Писание, анафема Феодору: он опозорил Евангелие, он поругался над домостроительством нашего спасения… Осуждаем и анафематствуем… Феодора, который был епископом в Мопсуесте, и его нечестивые сочинения» Таким образом, Католической и Православной Церковью он признается еретиком.
В Ассирийской церкви Востока Феодор вместе с Несторием и Диодором Тарсским почитается в качестве трёх греческих святителей. Феодору приписывается составление одной из трёх литургий восточно-сирийского обряда.

## Онлайн-публикации сочинений
- Theodore of Mopsuestia, Prologue to the Commentary on Acts at The Tertullian Project
- Theodore of Mopsuestia, Commentary on the Nicene Creed at The Tertullian Project
- Феодор Мопсуестийский. Гомилия на молитву Господню (11-я из цикла «Огласительные гомилии») / Пер., вступит. статья и коммент. Софьи Пучковой // Вестник СФИ. — 2021. — Вып. 39. — 184-209.